# Seznam osebnosti iz Občine Dravograd
Seznam osebnosti iz Občine Dravograd vsebuje osebnosti, ki so se tu rodile, delovale ali umrle.
Občina obsega naslednja naselja: Bukovska vas, Dobrova pri Dravogradu, Dravograd, Črneče, Črneška Gora, Gorče, Goriški Vrh, Kozji Vrh nad Dravogradom, Libeliče, Libeliška Gora, Ojstrica, Otiški Vrh, Podklanc, Selovec, Sveti Boštjan, Sveti Danijel, Sveti Duh, Šentjanž pri Dravogradu, Tolsti Vrh, Trbonje, Tribej, Velka, Vič, Vrata.

## Znanost in humanistika
- Emil Schlander (1888 Dravograd – 1978 Dunaj, Avstrija), zdravnik
- Berta Jereb (1925 Črneče –), zdravnica
- Blaž Knez (1928 Libeliče – 2007 ?), inženir
- Jakob Medved (1926 Velka – 1978 Ljubljana), geograf, univerzitetni profesor
- Marko Kolenc (1922 Dravograd – 2008 Ljubljana), zdravnik ginekolog in porodničar
- Mirko Jamnik (1918 Dravograd – 1987 Beograd, Srbija), ekonomist, univerzitetni profesor
- Zdravko Praznik (1924 Dravograd – 2020 Maribor), politik in ekonomist
- Bojan Leskovar (1931 Libeliče – ), gospodarstvenik
- Franc Grundtner (1766 Libeliče – 1827 Celovec, Avstrija), ekonom in prevajalec

## Kultura in umetnost
- Eva Boto (1995 Dravograd –), pevka
- Josef Fleiß (1906 Dravograd – 1978 Dunaj), izdelovalec instrumentov
- Franc Lubas (1858 Dravograd – 1933 Celovec, Avstrija), izdelovalec harmonik
- Marijan Smode (1960 Sv. Danijel –), kantavtor
- Bojan Mori (1980 Dravograd –), harmonikar
- Tanja Poberžnik (1956 Dravograd – 2018 Ljubljana), igralka in sodnica
- Ivan Sprachmann (1873 Dravograd – 1939 Ljubljana), skladatelj
- Oto Vrhovnik (1950 Otiški Vrh –), saksofonist
- Tadej Vaukman (1984 Dravograd –), fotograf

## Šport
- Nejc Pečnik (1986 Dravograd –), nogometaš
- Andrej Pečnik (1981 Dravograd –), nogometaš
- Lucija Mori (1988 Dravograd –), nogometašica

## Vojska
- Lovro Polančič (1923 Libeliče – 1945 Stranice pri Frankolovem), partizan, športnik, glasbenik
- Milan Zagernik (? – 1991 Dravograd), veteran vojne za Slovenijo
- Jan Kukavsky (1924 Bački Petrovac, Srbija – 1945 Dravograd), vojak
- Jan Slavka (1925 Bački Petrovac – 1945 Dravograd), vojak
- Franjo Malgaj (1894 Hruševec pri Šentjurju – 1919 Tolsti Vrh), častnik, pesnik in borec za severno mejo

## Religija
- Jožef Hašnik (1811 Trbonje – 1883 Šentjur), duhovnik in pesnik
- Jožef Rozman (1870 Celovec, Avstrija – 1941 Črneče), duhovnik, politik, urednik, publicist

## Šolstvo
- Rudolf Mencin (1879 Libeliče – 1968 Ljubljana), šolnik
- Peter Končnik (1844 Dravograd – 1919 Gradec, Avstrija), šolnik